# Ajib Ahmad
Ajib Ahmad (Segamat, 13 de setembro de 1947 - Kuala Lumpur, 3 de fevereiro de 2011) foi um político da Malaio.
Em sua carreira política, foi ministro-chefe de Johor de 1982 a 1986 e, mais tarde, foi ministro do governo federal de Mahathir bin Mohamad. Era membro da Organização Nacional dos Malaios Unidos (UMNO).